# Sokhariovo
Sokhariovo (en rus: Сохарёво) és un poble de l'óblast de Sverdlovsk, a Rússia, segons el cens del 2010 tenia 134 habitants.